# Operazione Crossbow
Crossbow era il nome in codice della campagna della seconda guerra mondiale da parte delle truppe anglo-americane "contro tutte le fasi di sviluppo, fabbricazione e trasporto presso i siti di lancio delle Vergeltungswaffen". Il nome in codice originale nel 1943 era Bodyline, sostituito poi con Crossbow il 15 novembre 1943. Dopo la guerra, il nome Crossbow divenne noto come Operazione Crossbow già dal 1962, in particolare dopo l'omonimo film del 1965.

## Bombardamento strategico

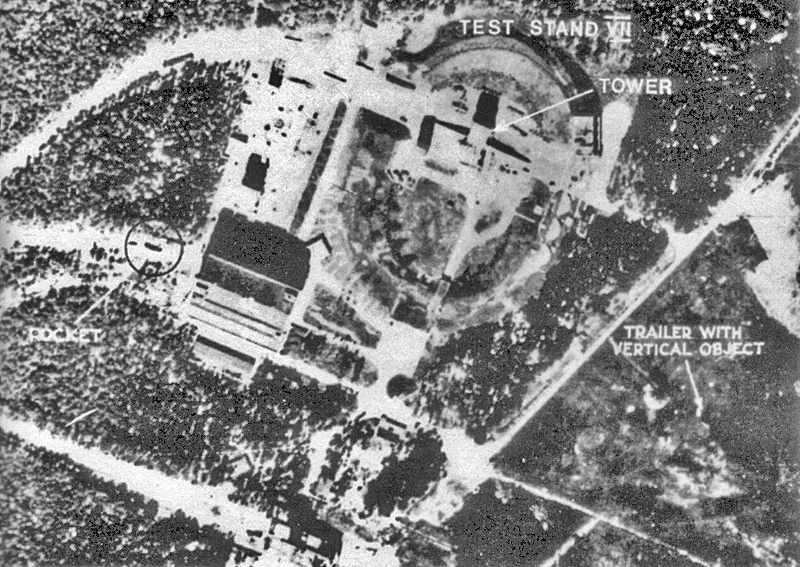
Il complesso di Peenemünde

Nel maggio 1943 la sorveglianza alleata rilevò la costruzione del primo di 11 siti di grandi dimensioni nel nord della Francia dove venivano prodotte le armi segrete tedesche, di cui 6 per il missile V2. Nel mese di novembre fu scoperto il primo di 96 siti per la bomba volante V1. Gli ufficiali discussero dell'entità del pericolo delle armi tedesche; alcuni ritenevano i siti come diversivi per ingannare i bombardieri alleati, mentre altri temevano la presenza di testate chimiche o biologiche. Quando le informazioni di ricognizione e intelligence riguardanti il V2 divennero plausibili, il "Comitato di Difesa di Gabinetto per la Guerra" ordinò una prima incursione pianificata: l'attacco dell'operazione Hydra di Peenemünde nel mese di agosto 1943. A seguito dell'operazione Hydra, pochi attacchi furono condotti sui bunker di Watten (V2) e presso la fortezza di Mimoyecques (V3) fino a novembre. Le operazioni Crossbow iniziarono il 5 dicembre con "Noball", nome in codice utilizzato per gli obiettivi (ad esempio, "Noball 27" era il sito Ailly-le-Vieux-Clocher, "Noball 93" era nella zona di Cherbourg, "Noball 107" era a Grand Parc, e "Noball V1 147" era a Ligescourt). Gli Stati Uniti formarono una propria commissione Crossbow sotto il generale Stephen Henry il 29 dicembre 1943, e in seguito svilupparono tecniche di bombardamento utilizzate a partire da febbraio fino a marzo 1944 per questi siti. Le strutture delle V2 furono bombardate anche nel 1944, comprese quelle più piccole, come ad esempio i depositi di stoccaggio e i depositi di ossigeno liquido, come quelli a Méry-sur-Oise il 4 agosto 1944 da parte della “Eighth Air Force”, che bombardò il 25 agosto 1944 cinque impianti LOX in Belgio, interrompendo però il giorno dopo a causa di maltempo nuvoloso.

### Priorità nei bombardamenti
Su richiesta del gabinetto di guerra britannico, il 19 aprile 1944, Dwight Eisenhower, decise che gli attacchi Crossbow avevano la priorità assoluta su tutte le altre operazioni come l'operazione Pointblank, che fu confermata dopo l'attacco ai V1 che ebbe inizio la notte tra il 12 e il 13 giugno 1944: "rispetto agli obiettivi Crossbow, questi obiettivi devono avere la massima priorità su tutto, tranne che per le necessità più urgenti dell’operazione Overlord, fino a quando possiamo essere certi che abbiamo definitivamente risolto questo problema" (Eisenhower a Arthur Tedder, 16 giugno). I nuovi bombardamenti tedeschi sorpresero però gli Alleati, che avevano creduto che gli attacchi precedenti ai siti avessero eliminato il pericolo. Gli inglesi, che non si aspettavano una ripresa dei bombardamenti tedeschi in un periodo così tardo della guerra, furono colti di sorpresa. Alcuni suggerirono di utilizzare del gas sui siti di lancio, o anche l'esecuzione di civili tedeschi come rappresaglia.
Carl Spaatz rispose il 28 giugno alla lamentela che "Crossbow era un 'diversivo' dal compito principale di logorio della Luftwaffe e del bombardamento dell'industria tedesca" per l'operazione Pointblank. Entro il 10 luglio, Tedder aveva redatto un elenco di obiettivi Crossbow, che furono assegnati 30 alla RAF, 6 alla AEAF, e 68 alla USSTAF. In seguito Eisenhower autorizzò un bombardamento su obiettivi 'di riserva' non Crossbow.
Tuttavia, nel periodo tra luglio e agosto, oltre il 25% delle bombe dell'operazione Pointblank furono utilizzate contro i siti delle Vergeltungswaffen; molti degli attacchi furono inefficaci, dato che furono diretti verso siti dismessi piuttosto che verso quelli usati per il lancio dei missili tedeschi. Spaatz propose, senza successo, che gli attacchi si concentrassero sulla rete elettrica di Calais, e sulle fabbriche di girobussole in Germania e sui depositi di stoccaggio dei missili V1 in Francia. Gli attacchi ai girobussole e ai serbatoi di ossigeno liquido (che gli Alleati sapevano essere necessari per i V2), avrebbero potuto essere molto efficaci contro i missili. Il 21 luglio 1944 fu istituito un apposito comitato che preparò uno speciale piano oltre al bombardamento dei siti di stoccaggio dell’ossigeno liquido, e ai siti di lancio; il piano prevedeva inoltre operazioni di ricognizione aerea. Dopo l'ultimo lancio dei V1 dalla Francia il 1º settembre 1944, e dopo gli attacchi di V2 previsti ma mai iniziati, i bombardamenti di Crossbow furono sospesi il 3 settembre e la campagna contro gli impianti petroliferi tedeschi divenne la massima priorità. La minaccia dei V1 dalla Francia occupata si concluse il 5 settembre 1944, quando gli elementi del 7º Reggimento Ricognizione canadese e la 3ª Divisione di Fanteria canadese arginarono le unità militari tedesche della regione Nord-Passo di Calais, ottenendo la loro resa il 30 settembre.

### Ripresa dei bombardamenti

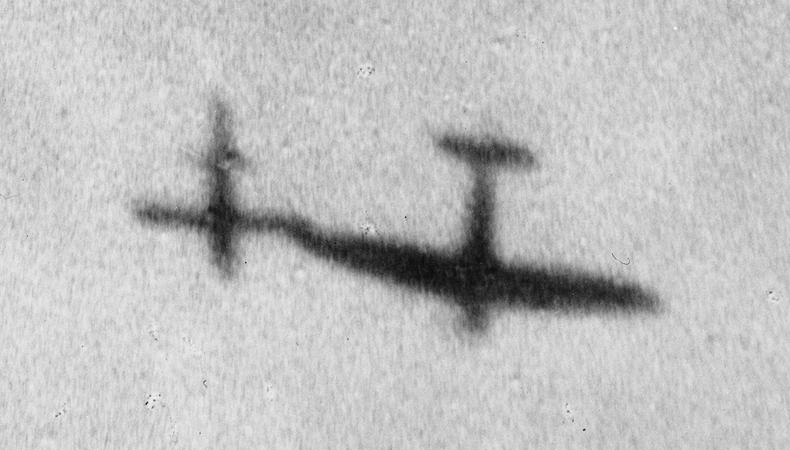
Uno Spitfire che tenta di rovesciare l'ala di un V1 per interrompere la guida automatica del missile

I bombardamenti dell’operazione Crossbow ripresero dopo il primo attacco dei V2 e compresero un grande raid il 17 settembre contro obiettivi olandesi sospettati di essere basi per gli Heinkel He 111 ma che in realtà erano rampe di lancio per i V1 aviolanciati. Successivamente fu modificata la versione dei V1 aviolanciati, 865 esemplari in totale, che furono lanciati dal 16 settembre 1944 al 14 gennaio 1945. La Gran Bretagna aveva inizialmente ritenuto che un precedente attacco dal 18 al 21 luglio 1944 di 50 V1 ritenuti aviolanciati, erano in realtà stati lanciati da terra dai Paesi Bassi, in particolare nei pressi di Ostenda. Oltre 256 rampe di lancio per i V1 aviolanciati furono costruite nella provincia dell'Olanda Meridionale, nei Paesi Bassi nel 1945. Una ricognizione alleata rilevò due siti a Vlaardingen e Leidschenveen-Ypenburg, e un a terzo a Delft, che lanciarono 274 V1 verso Londra dal 3 al 29 marzo. Solo 125 raggiunsero le difese britanniche, e solo 13 colpirono il bersaglio. Altri tre siti diressero i loro obiettivi su Anversa. Dopo aver utilizzato bombardieri medi contro i siti di lancio delle V2 nel quartiere Haagse Bos, il 3 marzo la RAF attaccò i siti dei V1 in Olanda con due squadroni. Un'unità della RAF utilizzò i caccia Spitfire contro Ypenburg il 20 e il 23 marzo, mentre una seconda unità utilizzò i cacciabombardieri Typhoon contro Vlaardingen il 23 marzo. I contrattacchi su siti V1 e V2 olandesi si conclusero il 3 aprile, e tutte le contromisure dell'operazione Crossbow terminarono il 2 maggio con la fine della seconda guerra mondiale in Europa.

## Difesa dai V1
Il 2 gennaio 1944, Roderic Hill presentò il suo piano per il dispiegamento di 1332 cannoni per la difesa aerea di Londra, Bristol e il canale di Solent contro gli attacchi della guerra lampo da parte dei V1 (la "sala operativa" era presso l'aeroporto di Biggin Hill). I V1 che non rimasero a corto di carburante o deviati fuori rotta, furono attaccati da unità della RAF con cacciabombardieri ad alta velocità, cannoni antiaerei, e circa 1750 palloni da sbarramento posti nei cieli attorno a Londra. Il nome in codice "Flabby" indicava le condizioni meteorologiche accettabili quando i cacciabombardieri erano autorizzati a inseguire le bombe che volavano sopra gli schieramenti dei palloni, e durante l'operazione Totter, il Royal Observer Corps lanciò gli "Snowflake", ovvero dei razzi che illuminavano le V1 in modo tale che i caccia della RAF riuscissero ad individuarli. Dopo il primo blitz della guerra lampo iniziata la notte del 12/13 giugno, un caccia della RAF intercettò nella notte tra il 14 e il 15 giugno un primo V1. Inoltre, i cannoni antiaereo aumentarono il loro tasso di abbattimento delle V1: 1 ogni 77 colpi sparati. Entro il 27 giugno "oltre 100000 case furono danneggiate o distrutte dai V1 ... e le reti fognarie avrebbero potuto causare gravi epidemie se non fossero state riparate entro l'inverno."
Dei 638 V1 lanciati che furono rilevati (dalla Royal Observer Corps), i caccia ne abbatterono 403 e gli altri caddero:
- 66 nella Regione di Londra;
- 1 a Manchester;
- 168 altrove.

Inoltre, i cacciabombardieri appartenenti allo squadrone 619 della RAF, sostennero di aver abbattuto un V1 il 3 marzo 1945 durante un attacco all'acquedotto di Ladbergen.

## Contromisure verso i V2
Il Comitato Scientifico Bodyline (formato da 19 membri, tra cui Duncan Sandys, Edward Victor Appleton, John Cockcroft, Robert Watson-Watt) fu costituito nel settembre 1943 con particolare riguardo al presunto razzo V2; dopo che nel 1944 un V2 di prova fu abbattuto in Svezia, "i trasmettitori atti a ostacolare il sistema di guida del razzo" erano ora pronti per l'uso." I britannici riuscirono ad implementare un sistema che faceva uso delle onde sonore prodotte dai V2 in partenza, in grado di determinare i dati della traiettoria dall'area di lancio, e grazie ai microfoni posti a East Kent furono in grado di calcolare i tempi di arrivo dei primi attacchi delle V2: l'8 settembre 1944 alle 18:40:52 e alle 18:41:08. Il 21 marzo del 1945, fu richiesto alle unità antiaeree di sparare in un preciso spazio aereo predetto dai radar per intercettare il V2, ma tale piano non fu mai utilizzato a causa del pericolo che i bossoli potessero cadere su Londra. Casi fortuiti di aerei alleati che abbatterono dei razzi V2 sono i seguenti:
- il 14 febbraio 1945, lo squadrone 602 della RAF con Spitfire abbatté un V2 appena dopo il suo lancio;[28]
- il 29 ottobre 1944, i luogotenenti Donald A. Schultz e Charles M. Crane volando su un P-38 Lightning tentarono di fotografare un V2 che si era schiantato sopra a degli alberi nei pressi del fiume Reno;[29]
- il 1º gennaio 1945, un pilota del 4º gruppo di caccia mentre era in volo durante l'operazione Bodenplatte rilevò un V2 prepararsi per il lancio dalle parti di Lochem dato che l'inclinazione del rimorchio Meillerwagen era stata immediatamente inclinata da 85 gradi a 30 gradi;
- un B-24 Liberator del 34º gruppo volando sopra i Paesi Bassi ad una quota di circa 10000 piedi vide un razzo ascendere come "un palo del telefono con il fuoco che schizza fuori da dietro. ... un mitragliere del nostro squadrone sparò una raffica e la V2 cadde". L'unità dipinse così un V2 sul B-24, come avrebbe fatto per segnalare un aereo nemico abbattuto.[30]
- Il 14 febbraio 1945 il collega di Raymond Baxter, Cupid Love, imbarcato su uno Spitfire XVI appartenente allo squadrone 602 della RAF sparò una raffica verso un V2.[7]

Dopo l'ultimo combattimento contro un V2 del 27 marzo 1945, gli inglesi interruppero l'utilizzo dei radar appositi il 13 aprile.

## Nei media
- Operazione Crossbow (Operation Crossbow), regia di Michael Anderson (1965)